# Jorge Battaglia
Jorge Antonio Battaglia Méndez (født 12. maj 1960 i Asunción, Paraguay) er en paraguayansk tidligere fodboldspiller (målmand).

## Karriere
Battaglia spillede 19 kampe for Paraguays landshold. Han repræsenterede sit land ved VM 1986 i Mexico, men var dog ikke på banen i turneringen, hvor han var reserve for førstevalget Roberto Fernández. Han deltog også ved Copa América i 1995.
På klubplan spillede Battaglia en stor del af sin karriere i hjemlandet, hvor han repræsenterede Asunción-storklubberne Sol de América og Olimpia. Han vandt ét paraguayanske mesterskab med Sol de América og tre med Olimpia. Han havde også udlandsophold hos blandt andet Estudiantes i Argentina og Independiente Medellín i Colombia.

## Titler
Primera División de Paraguay
- 1986 med Sol de América
- 1993, 1995 og 1997 med Olimpia